# I Could Be Happy
"I Could Be Happy" is een nummer van de Schotse new wave band Altered Images, uitgebracht als de eerste single van hun tweede album, Pinky Blue. Hun tweede top 10-hit in het Verenigd Koninkrijk bereikte in december 1981 een zevende plaats en bleef twaalf weken in de hitlijst staan. Het bereikte ook de top 40 in Australië, Ierland en Nieuw-Zeeland en was hun eerste en enige single in de Verenigde Staten, in de Billboard Dance Club Songs-hitlijst op nummer 45 in april 1982.